# Puerto Octay
Puerto Octay è un comune del Cile della provincia di Osorno nella Regione di Los Lagos. Al censimento del 2002 possedeva una popolazione di 10.236 abitanti.

## Società

### Evoluzione demografica
| Censimento del 1992 | Censimento del 2002 |
| 11.051 ab.          | 10.236 ab.          |